# Callixanthospila piceki
Callixanthospila piceki är en skalbaggsart som beskrevs av Karl Adlbauer 2002. Callixanthospila piceki ingår i släktet Callixanthospila och familjen långhorningar. Inga underarter finns listade.